# Мусульманское кладбище (Уфа)

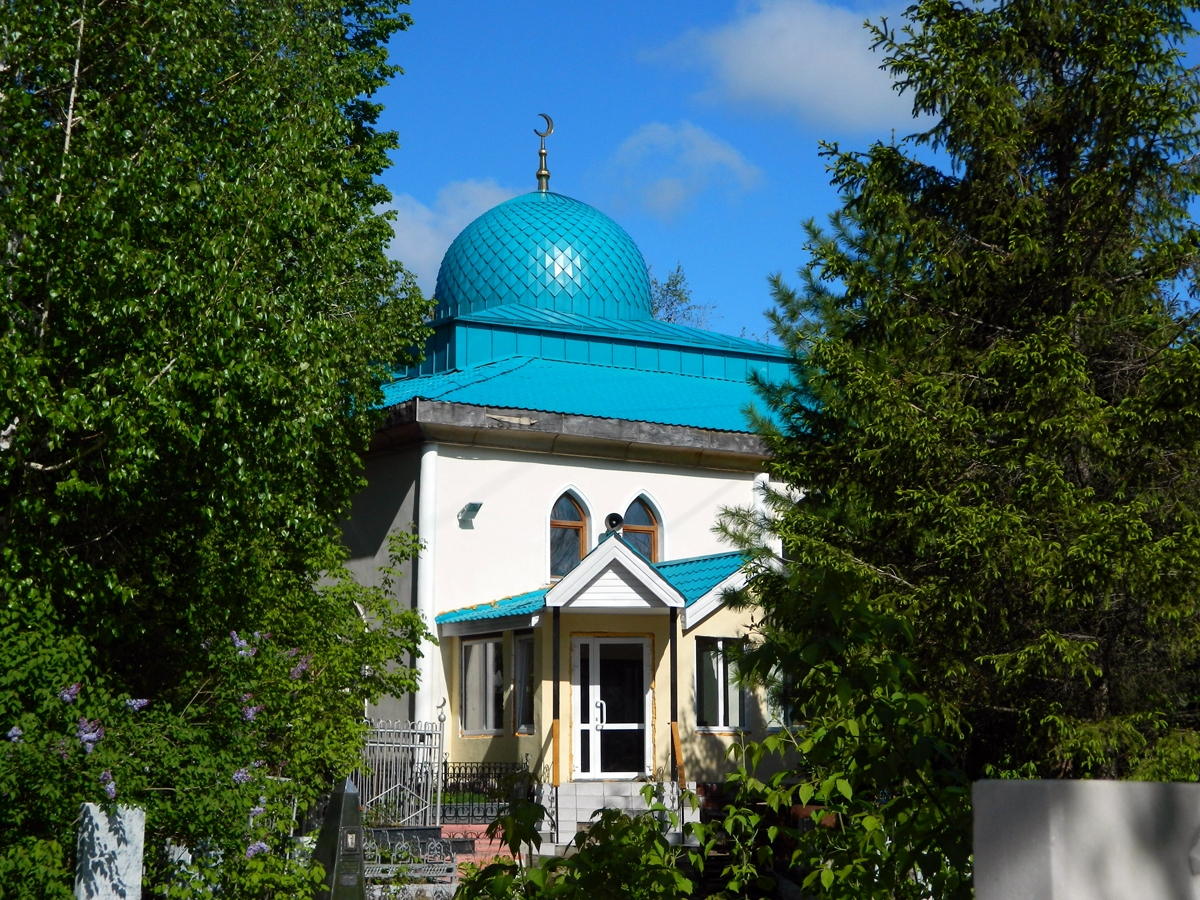
Мечеть «Гуфран» на мусульманском кладбище

Мусульманское кладбище или Татарское клабдище (баш. Өфө мосолман зыяраты) — одно из самых старых и известных мест погребения усопших в Уфе.

## История кладбища
Мусульманское кладбище в Уфе предположительно впервые упоминается в 1852 году в связи с отводом территорий под уфимские кладбища как магометанское «Архивные документы повествуют о том, что в 1892—1897 годах была создана комиссия для переноса кладбища за городскую черту, но, учитывая его древность, кладбище трогать не стали. По свидетельству старожилов города, — говорится в деле „Об устройстве в г. Уфе раскольничьего и магометанского кладбищ“, — это кладбище существует с 30-х годов XIX века.» . Расположено на территории города Уфы на берегу реки Белой, ограничено улицами «Алтайская» и «Малая Ахтырская».

В заключительном докладе комиссии по переносу кладбища 7 июня 1894 года говорится следующее: 
Магометанское кладбище находится позади городских боен за салотопенным заводом Степанова (Зорина), расположено на возвышенной местности, граничащей к створу р. Белой к Восточной слободе «Нижегородка» и салотопенным заводом Степанова к югу, местом, занятым бойней и р. Белой, к Западу — р. Белой. Пространство, занятое кладбищем, составляет 5 816 сажен.
Грунты земли глинистые, отчасти каменистые. Местность имеет склоны с юго-запада на северо-восток. Кругом кладбища имеется неглубокая канава. Ближайшее расстояние от кладбища до жилья угловой постройки на салотопенном равняется 73 саженям, в других направлениях — ближайшее жилье отстоит от кладбища значительно более ста сажен.

Точных сведений о времени отвода кладбища не имеется, по словам старожилов, оно существует более 60 лет. Ежегодно на кладбище хоронится средним числом около 200 покойников. Местность, окружающая кладбище, состоящая из косогоров и низины, не представляет удобств для городского заселения…
Длительное время магометанское кладбище являлось памятником природы — на склоне, обращённом к реке, произрастали растения, типичные для каменистой степи, которых насчитывалось более 30 видов. Среди них — реликтовые и эндемичные: эндемик Урала — истод сибирский, редкий полукустарник — терескен серый и другие. Многие из них, несмотря на охранный статус, ныне утрачены.
В связи с тем, что на Мусульманском кладбище покоятся выдающиеся деятели своего времени, в 2012 году ему, как и уфимскому Сергиевскому кладбищу, присвоен статус историко-мемориального.
На территории кладбища действует Мечеть Гуфран.

## Фотогалерея

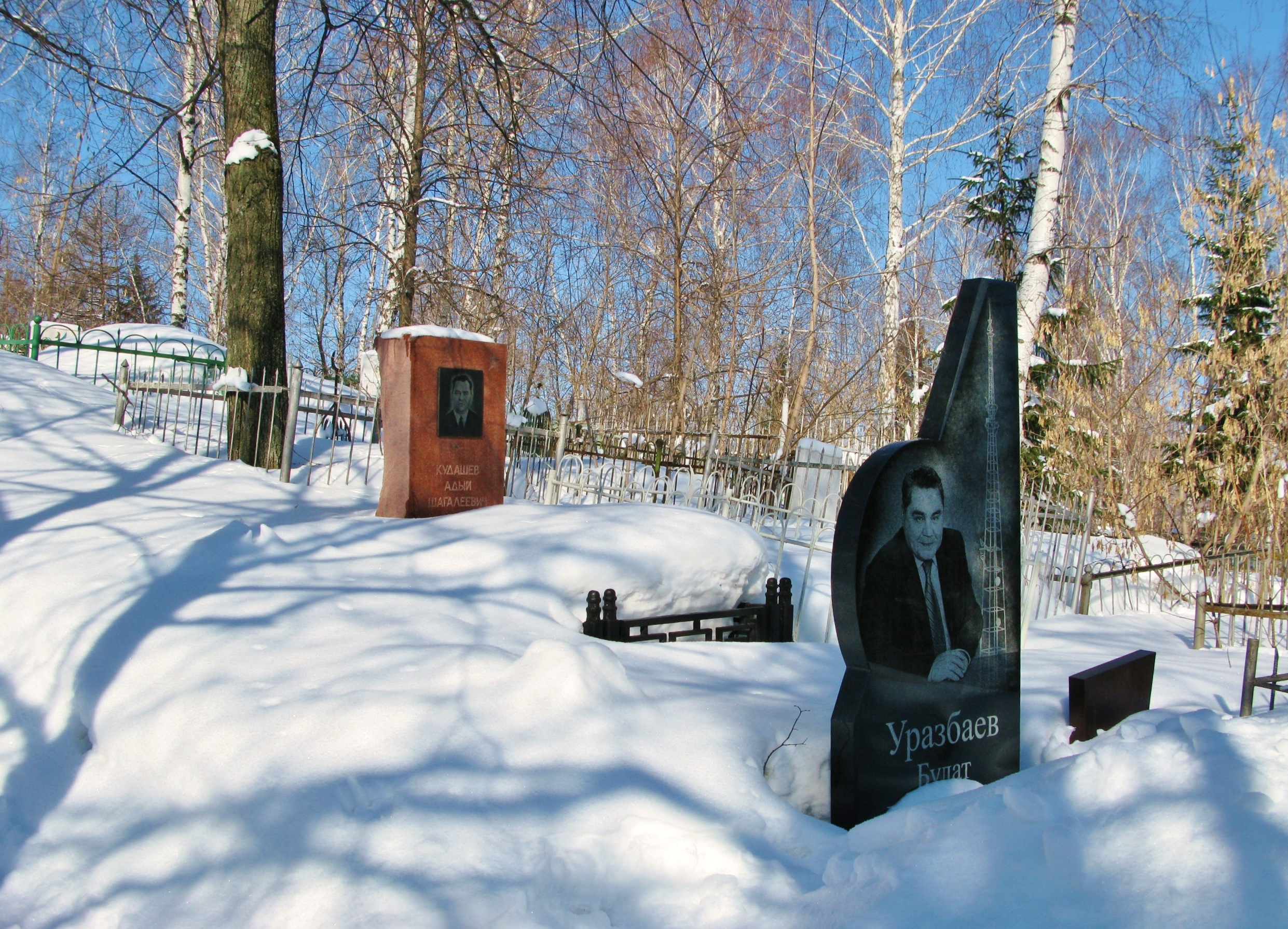
Надгробия Уразбаева Б. и Кудашева А. Ш.
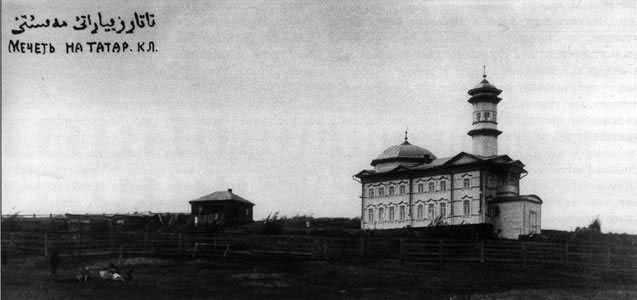
Старинная фотография мечети на магометанском кладбище
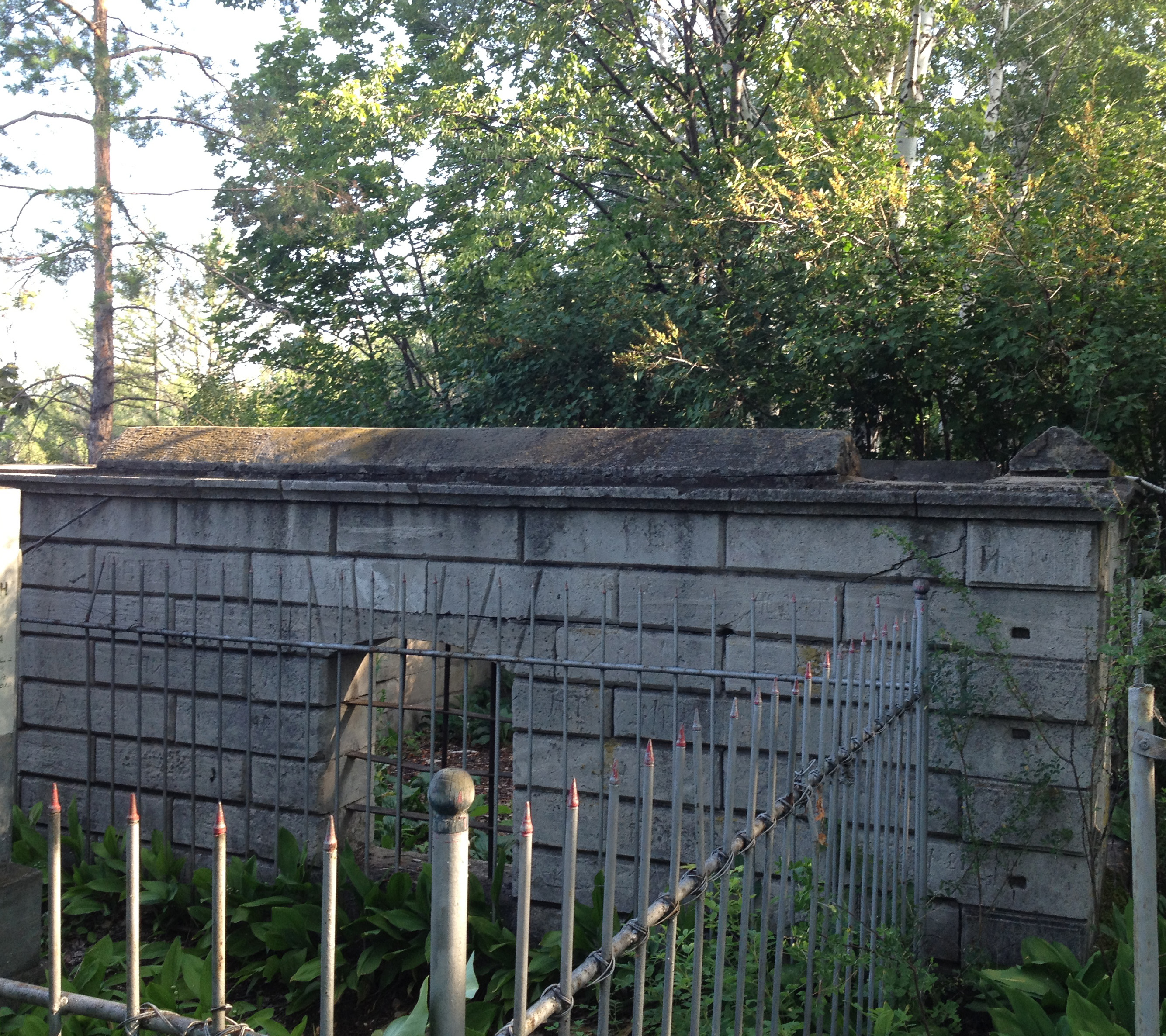
Мазар генерала Шейх-Али М.М. и Шейхалиевой (Алкиной) М.С.